# Mazoviërs

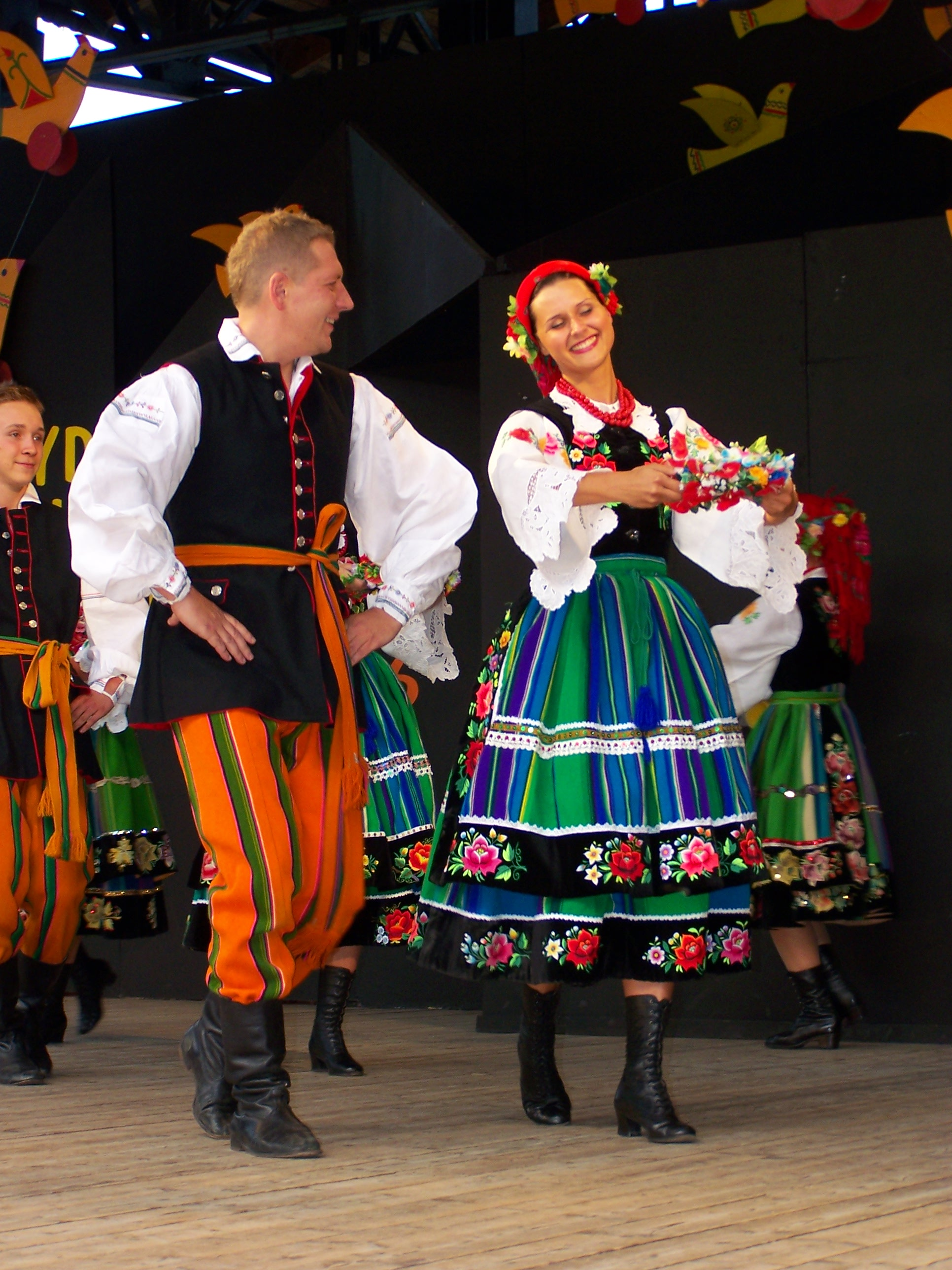
Traditionele klederdracht van de Mazoviërs

De Mazoviërs (Pools: Mazowszanie [mazɔvʂaɲɛ]; Masovian: Masovsany) zijn een Lechitische stam en een etnische groep die geassocieerd wordt met de regio Mazovië. Het woord “Lechitisch” gaat op de stam Lech terug, een oud woord voor “Pool”.

## Geschiedenis
De Mazoviërs worden in de Nestorkroniek in de 11e eeuw geplaatst. Zij zijn gekerstend. Misschien hebben ze de doden vroeger in de richting van de Poolster begraven. Hun belangrijkste nederzettingen waren waarschijnlijk in de buurt van Płock. Later werden de inwoners van Mazovië "Mazurzy" genoemd (enkelvoud: Mazur). Vandaag is de term Mazoviërs opnieuw in gebruik en verwijst naar de hedendaagse inwoners van het woiwodschap Mazovië in Polen. Zoals de meeste Polen, zijn ook de huidige Mazoviërs rooms-katholiek.